# توجک (کنارک)
توجک یک روستا در ایران است که در استان سیستان و بلوچستان واقع شده‌است. توجک ۳۷ نفر جمعیت دارد.